# Charity Shield 1977
La Charity Shield 1977 fue la 55.ª edición de la FA Community Shield, partido anual organizado por la FA que enfrenta al campeón de la First Division y al ganador de la FA Cup. Se jugó el 13 de agosto de 1977 en el Wembley Stadium entre el Liverpool, campeón de liga 1976-77, y el Manchester United, campeón de la FA Cup.

## Antecedentes
El Liverpool se coronó campeón de la First Division 1976-77 con 57 puntos, un punto más que el segundo de la tabla, el Manchester City. Fue su octava participación en Charity Shield en su historia.
El Manchester United accedió como campeón de la FA Cup 1976-77, tras vencer al propio Liverpool en la final por 2-1. Significaría su décima presencia en la Charity Shield en toda su historia.

## Participantes
| Liverpool         | Campeón de la First Division 1976-77 |
| Manchester United | Campeón de la FA Cup 1976-77         |

## El partido
El encuentro finalizó sin goles, por lo que ambos equipos compartieron el trofeo, de acuerdo con el reglamento vigente en ese momento. 

#### Ficha del encuentro
| 13 de agosto de 1977, 15:00 BST | Liverpool | 0:0     | Manchester United | Wembley Stadium, Londres,                                |                                                          |
|                                 |           | Reporte |                   | Asistencia: 82 000 espectadores Árbitro(s): Keith Styles | Asistencia: 82 000 espectadores Árbitro(s): Keith Styles |

Campeones conjuntos

Liverpool y Manchester United